# Antoine Joseph Amable de Feydeau
Pour les personnes ayant le même nom de famille, voir Feydeau (homonymie).
Antoine-Joseph-Amable Feydeau, né en 1659 à Moulins et mort le 3 décembre 1741 à Digne, est un carme français qui fut prieur-général de son Ordre (1728-1730), puis évêque de Digne (1730-1741).

## Biographie
Antoine Feydeau est issu de la famille Feydeau, ancienne et noble famille de magistrats et d'officiers de justice, originaire de la Marche et installée en Bourbonnais à la fin du XVe siècle à la faveur des ducs de Bourbon. Fils de Messire Claude Feydeau et de Jeanne Barbe, dame et châtelaine de La Pommeraye (Agonges en Bourbonnais), il est le lointain neveu de Mathieu Feydeau, curé de Vitry-le-François, janséniste célèbre soutien de Port-Royal, et d'Henri Feydeau de Brou, aumônier ordinaire de Louis XIV puis évêque d'Amiens.
Antoine Feydeau entra jeune au couvent des Carmes de Moulins (avec son frère cadet Amable Feydeau, mort en 1717, avec lequel il est parfois confondu). Docteur en théologie et ordonné prêtre, il assuma différentes responsabilités au sein de son Ordre jusqu'à celles de procureur-général, à Rome, où il devint l'un des familiers du pape Benoît XIII. Le cardinal de Fleury le choisit comme candidat de la France à l'élection du prieur-général de l'Ordre qui se tint en 1728 à Ferrare. Antoine Feydeau y fut élu et confirmé par bref pontifical, et prit ses fonctions à Rome.
Jugeant cette élection trop favorable à la France, l'empereur Charles VI d'Autriche fit défense à ses sujets de reconnaître le Père Feydeau comme général de l'Ordre. Pour débloquer la situation et pouvoir procéder à une nouvelle élection, Louis XV le fit nommer le 1er novembre 1728 au siège épiscopal de Digne alors vacant. Benoît XIII n'entendant pas céder à l'empereur sur la question, c'est son successeur Clément XII, élu le 12 juillet 1730, qui agréa cet arrangement.
Finalement préconisé au consistoire du 24 juillet 1730, Antoine Feydeau obtint ses bulles le 11 septembre suivant. Il se démit alors du généralat de l'Ordre des Carmes et fut sacré à Rome le 24 septembre 1730 par le cardinal de Polignac, ambassadeur de France auprès de la cour pontificale. Il rentra alors en France, prêta serment entre les mains du roi le 3 décembre suivant et prit possession de son évêché en 1731 sous le nom d'Antoine V ; il y résida jusqu'à sa mort.
À sa mort, il légua tous ses biens au chapitre de la cathédrale et à ses paroisses.

## Divers
À ce jour, Antoine Feydeau est le dernier Français à avoir été élu prieur-général de l'Ordre des Carmes.

### Sources
- La France pontificale (Gallia Christiana), Paris, s.d.
- Armand Jean, Les évêques et les archevêques de France depuis 1682 jusqu'à 1801, Paris et Mamers, 1891 p. 191.